# Dorotea
För andra betydelser, se Dorotea (olika betydelser).

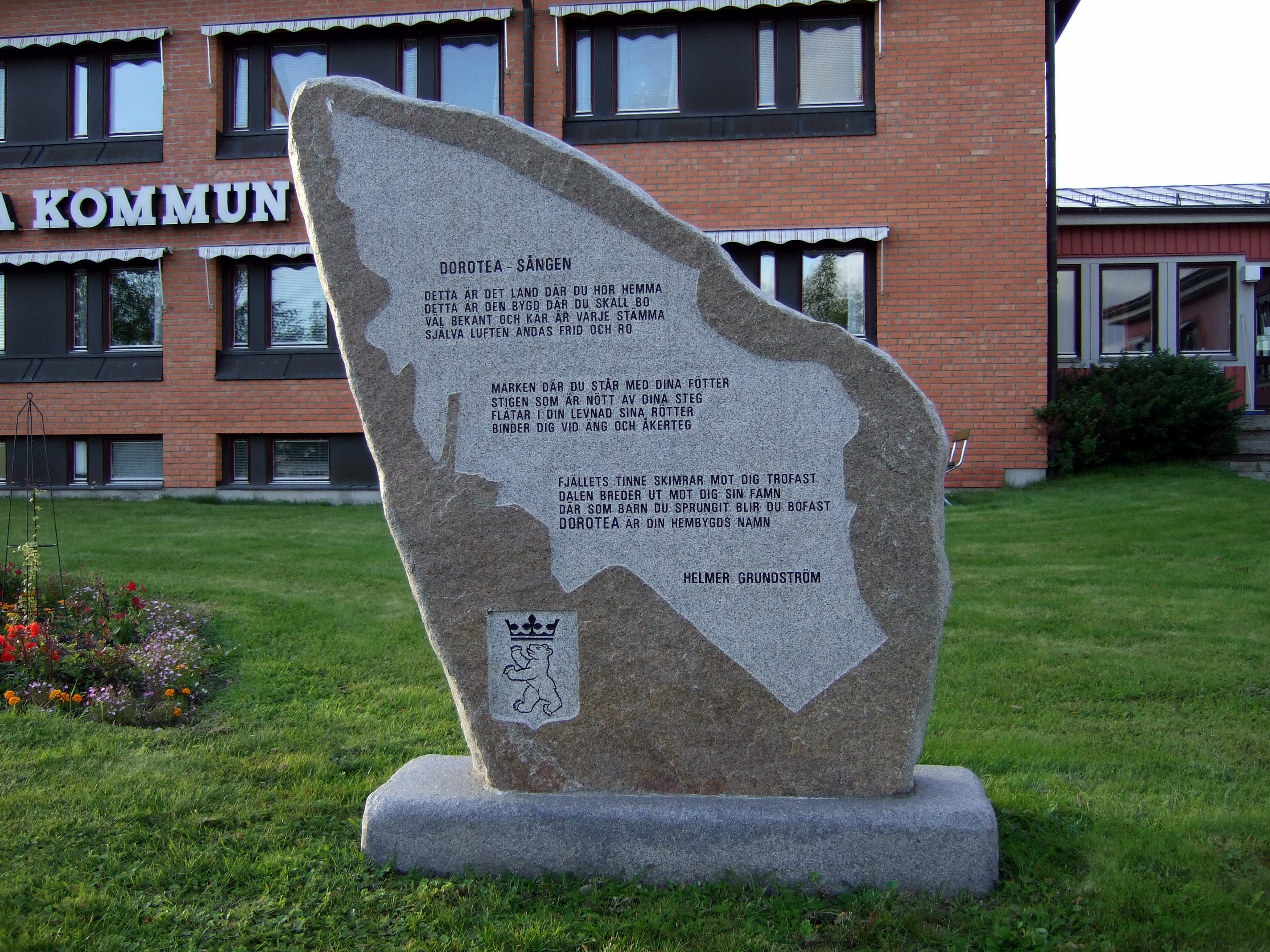
Konstverk med Doroteasången utanför kommunhuset i Dorotea.

Dorotea (sydsamiska: Kraapohke) är en tätort i Lappland och centralort i Dorotea kommun i Västerbottens län samt kyrkby i Dorotea socken.
Orten ligger vid Europaväg E45 och Inlandsbanan, cirka 170 kilometer nordost om Östersund. Riksväg 92 förbinder Dorotea med Umeå, dit avståndet är kring 210 kilometer.

## Historia

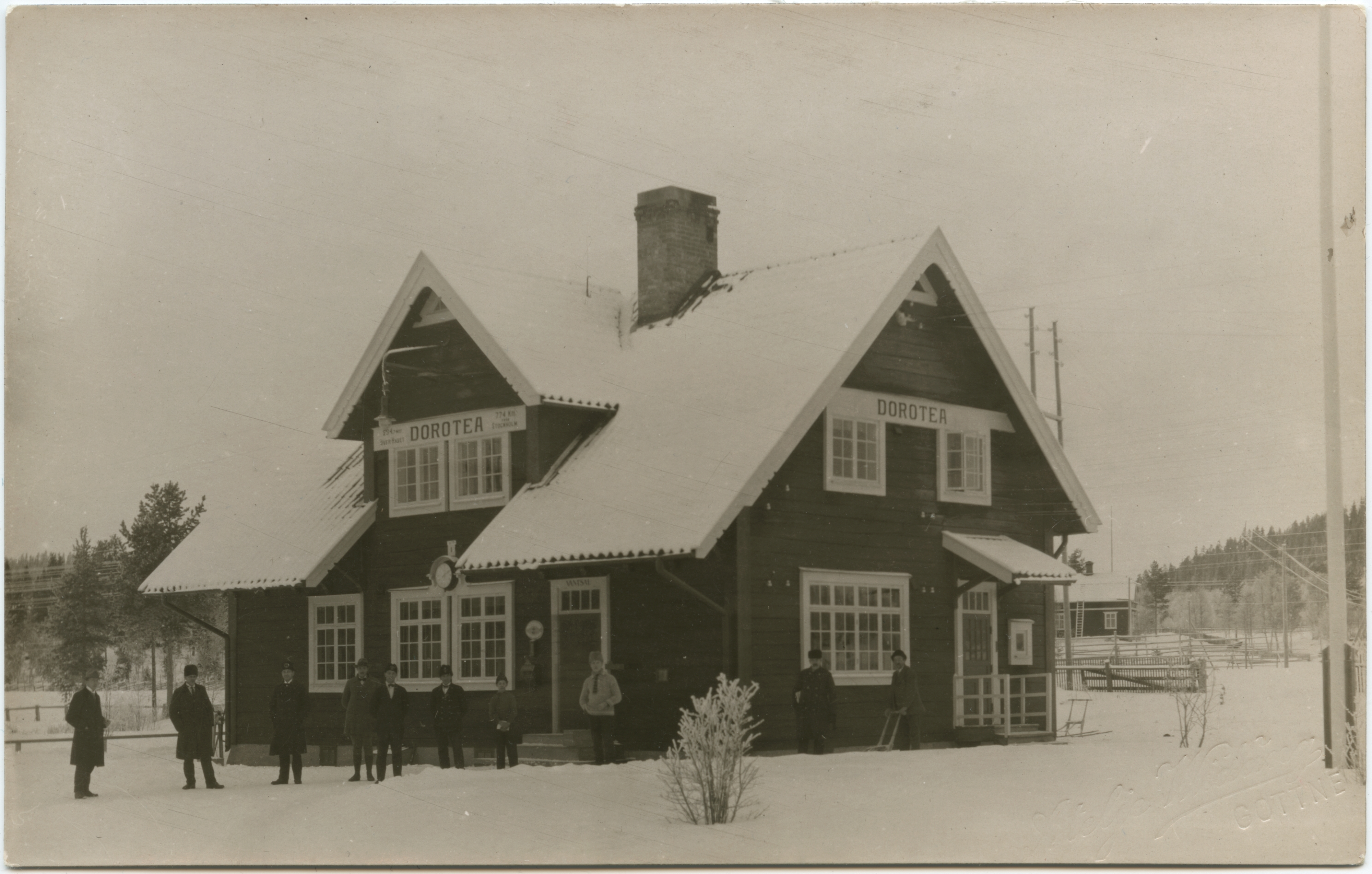
Personalen framför stationshuset i Dorotea kring 1930.

Byn hette från början Bergvattnet (sydsamiska: Kraapohke eller Kraaponjaevrie) och var belägen i Åsele socken. 7 maj 1799 fick Bergvattnets kapellag bilda eget pastorat och socken med namnet Dorotea efter Gustav IV Adolfs hustru drottning Fredrika Dorotea Vilhelmina av Baden. Dorotea kyrka var då nästan helt färdigbyggd. Byn kom senare att namnändras till Dorotea efter socknen/kyrkan/församlingen. I augusti 1932 brann kyrkan ner, men två år senare i december 1934 kunde en ny kyrka invigas.
Efter att 1862 års kommunreform genomförts i Lappland 1874 ingick orten i Dorotea landskommun. I denna inrättades 30 oktober 1936 Dorotea municipalsamhälle som upplöstes med utgången av år 1957. Orten ingick mellan 1974 och 1980 i Åsele kommun, då Dorotea kommun återbildades.
16 juni 2016 ändrades Doroteas samiska namn till Kraapohke efter att kommunen hade överklagat Lantmäteriets beslut från 2013 att namnge kommunen till Döörte.

### Befolkningsutveckling
| Befolkningsutvecklingen i Dorotea 1960–2023 | Befolkningsutvecklingen i Dorotea 1960–2023 | Befolkningsutvecklingen i Dorotea 1960–2023 | Befolkningsutvecklingen i Dorotea 1960–2023 | Befolkningsutvecklingen i Dorotea 1960–2023 |
| ------------------------------------------- | ------------------------------------------- | ------------------------------------------- | ------------------------------------------- | ------------------------------------------- |
|                                             |                                             |                                             |                                             |                                             |
| År                                          |                                             |                                             | Folkmängd                                   | Areal (ha)                                  |
| 1960                                        | 1960                                        |                                             | 1 244                                       |                                             |
| 1965                                        | 1965                                        |                                             | 1 333                                       |                                             |
| 1970                                        | 1970                                        |                                             | 1 480                                       |                                             |
| 1975                                        | 1975                                        |                                             | 1 594                                       |                                             |
| 1980                                        | 1980                                        |                                             | 1 730                                       |                                             |
| 1990                                        | 1990                                        |                                             | 1 825                                       | 225                                         |
| 1995                                        | 1995                                        |                                             | 1 804                                       | 238                                         |
| 2000                                        | 2000                                        |                                             | 1 640                                       | 235                                         |
| 2005                                        | 2005                                        |                                             | 1 571                                       | 235                                         |
| 2010                                        | 2010                                        |                                             | 1 543                                       | 234                                         |
| 2015                                        | 2015                                        |                                             | 1 491                                       | 203                                         |
| 2020                                        | 2020                                        |                                             | 1 320                                       | 222                                         |
| 2023                                        | 2023                                        |                                             | 1 208                                       | 226                                         |
|                                             |                                             |                                             |                                             |                                             |

## Näringsliv
Doroteas näringsliv består idag exempelvis av företag som SoliferPolar AB, Svenska Tält, Dorotea Mekaniska, Doro Camp Lapland, Cintech, tidigare Datakompisen och Pay2me. Hotell Dorotea har tidigare drivits av den kände kocken Hubert Förster under många år.

### Tjänster

#### Bankväsende
Jämtlands folkbank öppnade ett kontor i Dorotea den 1 april 1917. Då hade orten redan ett kontor tillhörande Norrlandsbanken som samma år togs över av Svenska Handelsbanken. Jämtlands folkbank drog sedermera in sitt kontor, men Handelsbanken blev kvar.
Swedbank stängde sitt kontor i Dorotea den 29 mars 2018. Den 3 maj 2021 stängde även Handelsbanken och Dorotea lämnades utan bankkontor.

## Kultur

### Arkitektur
Nuvarande Dorotea kyrka ritades av arkitekten Evert Milles och uppfördes 1933-34. Femtio år senare, 1984, genomfördes en större renovering av kyrkan.
I kyrkan finns två skulpturer av konstnären Carl Milles. Anledningen till att två av Carl Milles skulpturer finns i kyrkan var dels att han var vän med en läkare som var bosatt i Dorotea, dels att hans bror Evert var arkitekt till kyrkan. En av skulpturerna skänktes direkt av Carl Milles, den andra fick kyrkan som gåva.
I närheten av kyrkan finns Doroteas hembygdsgård Kullerbacken. På hembygdsgårdens område finns olika äldre byggnader, både från nybyggare och samer.